# انتخاب میان بد و بدتر
خیر میان شرور یا انتخاب بین بد و بدتر (به انگلیسی: lesser-evilism) اشاره به اختیار مطلق میان انتخاب بین دو شر بدون فرصت انتخاب دیگری دارد. قرائن تاریخی بسیاری برای انتخاب‌هایی نظیر نوع مجازات مرگ، دادن امتیازات و پذیرش شروط سخت سیاسی و اقتصادی وجود دارند.خیر میان شرور از روش‌های جوسازی است. انتخاب بین بد و بدتر ایده‌ای‌ست که می‌گوید هنگامی که در بین دو انتخاب بد قرار داریم یکی شان هست که مانند دیگری آنچنان بد نیست پس بهتر است که این بد از بین این دو بد و بدتر انتخاب شود.

## موارد استفاده
- چیغدم قلیچگون ، سخنگوی حزب چپ سبز استراتژی حمایت این حزب از کمال قلیچ‌داراوغلو در برابر رجب طیب اردوغان در انتخابات ریاست جمهوری ۲۰۲۳ ترکیه را انتخاب میان بد و بدتر نامید.[۲]